# Cenocoelius
Cenocoelius is een geslacht van insecten uit de orde vliesvleugeligen (Hymenoptera) en de familie schildwespen (Braconidae).

## Soorten
- C. aartseni (van Achterberg, 1994)
- C. analis (Nees, 1834)
- C. andirae Saffer, 1977
- C. anuphrievi Belokobylskij, 1998
- C. ashmeadii Dalla Torre, 1898
- C. auricomis Saffer, 1982
- C. brasiliensis Szepligeti, 1901
- C. californicus Saffer, 1982
- C. caryae (Rohwer, 1914)
- C. croceus Saffer, 1982
- C. eous Wilkinson, 1932
- C. erythrogaster (Rohwer, 1914)
- C. fahringeri Lacatusu, 1961
- C. fasciipennis Szepligeti, 1901
- C. floridanus Saffer, 1982
- C. fortis Saffer, 1982
- C. fragilis Saffer, 1982
- C. huggerti Pitz & Sharkey, 2005
- C. hyalinipennis Szepligeti, 1901
- C. japonicus (Watanabe, 1951)
- C. kunashiri Tobias, 1979
- C. longius Chou & Lee, 1991
- C. luscinia Saffer, 1982
- C. magnus Saffer, 1982
- C. medenbachii (Vollenhoven, 1878)
- C. minerva Saffer, 1982
- C. necator Borgmeier, 1931
- C. nigriceps Cameron, 1887
- C. nigrisoma (Rohwer, 1914)
- C. ornaticornis Szepligeti, 1901
- C. ornatipennis Cameron, 1887
- C. paraguayensis Wilkinson, 1932
- C. peraltus Saffer, 1982
- C. peruanus Szepligeti, 1904
- C. porteri Saffer, 1982
- C. propinquus Saffer, 1982
- C. pulcher Cameron, 1887
- C. quadratus Saffer, 1982
- C. repandus Saffer, 1982
- C. ruficeps Szepligeti, 1901
- C. sanguineiventris (Ashmead, 1889)
- C. saperdae (Ashmead, 1889)
- C. sculptilis Saffer, 1982
- C. simulatrix Saffer, 1982
- C. taiga Belokobylskij, 1998
- C. taiwanensis Chou & Lee, 1991
- C. tenuicornis (Rohwer, 1914)
- C. testaceus Szepligeti, 1901
- C. tricolor Brues, 1912
- C. villaenovae (Vollenhoven, 1878)